# Isobutanol
El metilpropan-1-ol (isobutanol, o 2-metil-1-propanol) es un alcohol derivado del metilpropano, de fórmula (H3C)2-CH-H2C-OH, isómero del metil-2-propanol, 1-butanol y 2-butanol.

## Usos
Se utiliza en la industria como barniz, componente de biocombustible, disolvente en reacciones químicas y como material de partida para ésteres y otras síntesis orgánicas.